# Sklené (ort i Tjeckien, lat 50,12, long 16,84)
Sklené är en ort i Tjeckien. Den ligger i den östra delen av landet, 170 km öster om huvudstaden Prag. Sklené ligger 694 meter över havet och antalet invånare är 222.
Terrängen runt Sklené är kuperad. Runt Sklené är det glesbefolkat, med 13 invånare per kvadratkilometer. Närmaste större samhälle är Šumperk, 19,6 km sydost om Sklené. Omgivningarna runt Sklené är en mosaik av jordbruksmark och naturlig växtlighet.